# Блехер, Макс
Макс Блехер (рум. Max Blecher, 8 сентября 1909, Ботошаны, Румыния — 31 мая 1938, Роман, Румыния) — румынский поэт и прозаик.

## Биография и творчество
Родился в еврейской семье. Год проучился медицине в Париже, в 1928 у него обнаружился костный туберкулез (болезнь Потта), остальную часть жизни провел без движения, лечился в санаториях. Автор книги стихов «Прозрачное тело» (1934), автобиографических романов «Кое-что об окружающей нереальности» (1936), «Истерзанные сердца» (1937), «Освещённое логово: санаторный дневник» (опубликован посмертно, 1971, использован в спектакле французского режиссёра Тьерри Бедара «Речевые патологии», пост. в театре Бастилии, 1990).
Был близок к сюрреализму (Андре Бретон опубликовал несколько его стихотворений в переводах на французский), литературный дебют М. Б. с интересом встретил Э. Ионеско. В период нацизма его произведения не публиковались как еврейские, в послевоенной социалистической Румынии — как упаднические.

## Наследие и признание
В последние годы интерес к творчеству М. Б., которого критики сближают с Кафкой, Бруно Шульцем, Давидом Фогелем и другими писателями Центральной Европы первой трети XX в., и на родине, и в Европе в целом растёт. Стихи и проза изданы на английском, французском, немецком, испанском, чешском, венгерском языках.

## Сочинения
- Întâmplări în irealitatea imediată;
- Inimi cicatrizate;
- Vizuina luminată;
- Corp transparent;
- Craiova: Editura Aius; București: Editura Vinea, 1999 (сочинения и переписка).

## В массовой культуре
Фильм Раду Жуде «Истерзанные сердца»   2016 года.